# パミール諸語
パミール諸語（Pamir languages）は、主にパンジ川とその支流に沿って、パミール高原地域でパミール人によって話されている東イラン語群の言語群である。19世紀から20世紀初頭にかけて、西洋の学者によってガルチャ諸語（Ghalchah languages）と呼ばれることもあったが、現在は使用されていない。
パミール諸語の最も多作な研究者の1人は、ソビエトの言語学者en:Ivan Zarubinであった。

## 下位言語
※日本語版に記事があるもの
- シュグニー語
- イドガ語
- ムンジャン語
- ワヒー語
- サリコル語